# Sailly-Saillisel
Sailly-Saillisel – miejscowość i gmina we Francji, w regionie Hauts-de-France, w departamencie Somma.
Według danych na rok 2011 gminę zamieszkiwało 489 osób, a gęstość zaludnienia wynosiła 52 osoby/km² (wśród 2293 gmin Pikardii Sailly-Saillisel plasuje się na 596. miejscu pod względem liczby ludności, natomiast pod względem powierzchni na miejscu 491.).